# 近代早期的法國
近代早期的法兰西王国（法語：Royaume de France），是从文艺复兴时期（约1500-1550年）到大革命（1789-1804年）期間、由卡佩王朝的分支波旁王朝统治的君主制国家。这对应于所谓的舊制度（Ancien Régime）。这一时期法国的领土不断扩大，基本上包括了现代国家的范围，同时也包括了法兰西第一殖民帝国在海外的领土。
这一时期以太阳王路易十四（他在位时间为1643年至1715年，是法國以及历史上最长的统治者）的形象为主导，他设法消除了中世纪封建主义的残余，并建立了一个专制君主统治下的中央集权国家，这一制度一直持续到法国大革命及以后。